# Água-Vermelha-Stausee
Der Água-Vermelha-Stausee ist ein Stausee mit einem Wasserkraftwerk am Rio Grande in Brasilien. Die Talsperre befindet sich auf der Grenze der Bundesstaaten Minas Gerais und São Paulo, wobei die Hauptanlagen auf dem Gebiet von Minas Gerais stehen. Der Stausee liegt am Rio Grande oberhalb des Stausees von Tres Lagoas und südlich des Stausees von São Simão am Rio Paranaíba.
Das Absperrbauwerk besteht aus einer Staumauer kombiniert mit einem Erdschüttdamm. Es steht 80 km oberhalb des Zusammenflusses des Rio Grande und des Rio Paranaíba zum Rio Paraná.
Das Wasserkraftwerk versorgt große Teile des Südwestens Brasiliens mit Strom. Der Strom wird bis Araraquara, Ribeirão Preto und Santa Bárbara d’Oeste geleitet. Die erste Maschine ging im August 1978 ans Netz. Während des Betriebs schwankt der Wasserspiegel des Stausees zwischen 383,30 und 373,30 Metern über dem Meer.